# Cadusis

Cadusis

Els cadusis (en llatí cadusii, en grec Καδοὺσιοι) eren un poble que vivia a les muntanyes del sud-oest de la mar Càspia, en un territori anomenat Cadúsia que correspondria a un districte muntanyós de la Mèdia Atropatene al sud-oest de les ribes de la mar Càspia. Correspondria aproximadament a l'actual Gilan. El seu país tenia segurament al nord el riu Cirus (Kur) i el sud el Mardus o Amardus (Sefid Rud).
Estrabó en parla, i els descriu com una tribu bèl·lica de muntanyencs que lluitava principalment a peu i molt hàbil en l'ús de la javelina o la llança curta. sembla que estaven constantment en guerra amb els seus veïns.
Diodor de Sicília diu que van estar en una guerra contínua amb els medes, que no va finalitzar fins que Cir II el Gran va transferir l'Imperi als perses. Després se'ls esmenta moltes vegades a la història, intervenint en totes les guerres, ara en un bàndol, ara en l'altre. És probable que el nom dels geles, una tribu amb la qual sempre estaven associats els cadusis s'hagi conservat al nom de Gilan, el nom actual de la regió on vivien. En parlen també Claudi Ptolemeu, Flavi Arrià, Plini el Vell, Xenofont, Polibi i Titus Livi.
Diodor de Sicília també diu que primer van ser sotmesos pels assiris i més tard pels medes. Diodor, fent referència a Ctèsies de Cnidos, explica que un noble mede de nom Parsodes, va ser ofès pel rei i es va retirar al país dels cadusis amb una força reduïda. Allà es va aliar amb el més poderós dels senyors locals oferint-li la seva germana petita en matrimoni. El país, sotmès nominalment als medes, es va rebel·lar i va oferir el mandat del seu exèrcit a Parsodes. Al davant es van trobar amb una força dels medes, dirigits pel rei Artaeus (que ha estat identificat com el cap mede Duyakku o el rei Deioces de Mèdia) de vuit-cents mil homes, (xifres molt poce fiables), però Artaeus va maniobrar malament i els cadusis van vèncer. Parsodes va ser elegit rei i va governar molts anys, organitzant constants incursions a Mèdia, incursions que els seus successors van seguir fent. Aquesta situació va durar fins a la caiguda de l'Imperi mede l'any 559 aC. Nicolau Damascè diu que els cadusis van tenir a veure amb la caiguda dels medes ja que es van aliar amb els perses.
Els cadusis van ser durant anys aliats del perses i el país es va convertir en una satrapia. Xenofont diu que el rei Cir II el Gran de Pèrsia la va donar al seu fill Tanaoxares (possiblement Smerdis), però més tard, en temps de Darios el Gran, els cadusis es van fer independents i no figuren a les llistes de pobles que pagaven tribut. Es creu que encara més tard foren sotmesos temporalment i el país fou agregat a la satrapia de Media o a la d'Hircània. Això podria haver passat en el regnat de Darios II (423-402 aC) que se sap que va enviar (406 aC) al seu fill Cir el Jove contra el cadusis. L'any 403 aC els cadusis van combatre al camp d'Ataxerxes II a Cunaxa contra Darios. Però el 385 aC estaven revoltats i el conseller del rei, Tiribazos, va ser enviat per sotmetre'ls, submissió que va acabar de completar Datames, sàtrapa i rei de Capadòcia.
El 358 aC, en temps d'Artaxerxes III (358 aC-338 aC) els cadusis estaven altre cop en revolta. La guerra va ser llarga i cruenta però finalment van ser sotmesos. Es va destacar el general Codomanus que va guanyar al cap dels cadusis en un combat singular, guanyant un prestigi que el va portar més tard al tron amb el nom de Darios III (336-330 aC). Durant la invasió dels macedonis els cadusis van restar lleials a Darios fins que el general Parmenió els va sotmetre. El 301 aC van quedar integrats dins de l'imperi Selèucida i se sap qu van estar lluitant pel rei a la batalla de Ràfia contra els egipcis l'any 217 aC. Després de la conquesta romana el seu rastre s'esvaeix fins a l'any 36 quan Marc Antoni va fer una trobada amb els seus caps durant la campanya a Pàrtia, cosa que es va repetir el 216 durant la campanya oriental de Caracal·la. El darrer esment és una carta del rei cadusi Velenos al rei sassànida Sapor I, en què es congratula de la tornada de les seves forces després d'ajudar a derrotar els romans, i aconsellant la pau amb ells perquè "els romans mai són més perillosos que després d'una derrota". Els cadusis van ser absorbits, segons unes versions o es van barrejar amb altres pobles, però les més recents teories els suposen l'origen dels actuals talix.